# Nikolas Freund
Nikolas Freund (* 14. April 2007 in Hallein) ist ein österreichischer Fußballspieler.

## Karriere

### Verein
Freund begann seine Karriere beim FC Red Bull Salzburg. Bei den Salzburgern durchlief er ab der Saison 2021/22 auch sämtliche Altersstufen in der Akademie.
Im April 2025 debütierte er für das Salzburger Farmteam FC Liefering in der 2. Liga, als er am 25. Spieltag der Saison 2024/25 gegen den SKN St. Pölten in der 85. Minute für Tolgahan Sahin eingewechselt wurde.

### Nationalmannschaft
Freund spielte zwischen September 2022 und Mai 2023 viermal für die österreichische U-16-Auswahl.

## Persönliches
Sein Vater Christoph (* 1977) war ebenfalls Fußballspieler und wurde später erfolgreicher -funktionär.